# Rendere
 Denne artikel bør gennemlæses af en person med fagkendskab for at sikre den faglige korrekthed.

I edb-terminologi betegner at rendere (en: rendering) noget, det at man lader et computerprogram fremstille en filmfil ud fra de matematiske funktioner, som ligger i programmet. Det, der sker, er, at programmet beregner en serie af gif- eller jpg-billeder ud fra de oplysninger, som programmet har om scenens objekter, overflader, belysninger, skygger, refleksioner, samt ud fra kameraets betragtningsafstand og retning.
| Lyd og billede | Spire Denne artikel om billed- og lydteknologi er en spire som bør udbygges. Du er velkommen til at hjælpe Wikipedia ved at udvide den. |